# Andreas von Ettingshausen
Baron Andreas von Ettingshausen, nemški matematik in fizik, * 25. november 1796, Heidelberg, Nemčija, † 25. maj 1878, Dunaj, Avstro-Ogrska (sedaj Avstrija).

## Življenje in delo
Von Ettingshausen je na Dunaju študiral filozofijo in pravoslovje. Leta 1817 je doktoriral pod Lindnerjevim mentorstvom in na Univerzi na Dunaju začel predavati matematiko in fiziko. V letu 1819 je postal profesor fizike na Univerzi v Innsbrucku, leta 1821 pa profesor višje matematike na Univerzi na Dunaju. Njegova tedanja predavanja so označila nov čas Univerze in so jih objavili leta 1827 v dveh knjigah. Leta 1834 je postal predstojnik oddelka za fiziko.
Prvi je skonstruiral elektromagnetne stroje, ki so delovali s pomočjo električne indukcije. Pospešil je raziskovanja v optiki in napisal fizikalni učbenik Lehrbuch der Physik (Dunaj 1844, 4. izdaja 1860). Njegov način poučevanja je postal širše znan. Napisal je tudi knjigo o kombinatorični analizi Die kombinatorische Analysis (Dunaj 1826). Skupaj z von Baumgartnerjem je uredil njegovo delo Naturlehre (7. izdaja, Dunaj 1842) in z njim med letoma 1826 in 1832 skupaj izdajal revijo Zeitschrift für Physik und Mathematik.
Upokojil se je leta 1866.
Med njegove trajne doprinose k matematiki sodi uvedba zapisa {\displaystyle {\tbinom {n}{k}}\,} za binomski koeficient, ki je koeficient {\displaystyle x^{k}\,} v razvoju binoma {\displaystyle (x+1)^{n}\,} in bolj splošno, število k elementov podmožic n elementov množice.:25